# Bematistes lequeuxi
Bematistes lequeuxi is een vlinder uit de familie van de Nymphalidae. De wetenschappelijke naam van de soort is voor het eerst gepubliceerd in 2012 door Jacques Pierre en Dominique Bernaud.
De soort komt voor in Oeganda.